# 索乎日麻乡
索乎日麻乡，是中华人民共和国青海省果洛藏族自治州久治县下辖的一个乡镇级行政单位。

## 行政区划
索乎日麻乡下辖以下地区：
索呼日麻牧委会、尖木牧委会、扎拉牧委会和章达牧委会。